# Финская танковая дивизия
Финская танковая дивизия (фин. Suomen panssaridivisioona) — единственная танковая дивизия Финляндии, принимавшая участие во Второй мировой войне.

## История
В марте 1942 года было принято решение о создании танковой дивизии на базе 1-й егерской бригады. Сформирована 28 июня 1942 года в составе:
- Командование
- Штаб дивизии (Ps.DE.)
- 2-й, 3-й, 4-й и 5-й егерские батальоны (JP2-JP5)
- батальон танковых егерей (Ps.JP)
- егерский батальон пополнения (Tayd. JP.)
- 2-й сапёрный батальон (Pion. Р2)
- 6-й батальон связи (VP.6)
- 27-я сапёрная колонна (27 Pion. Kol.)
- кавалерийская бригада (Rv. Pr.)
- бронезенитная рота (Ps. It. Рtr)
- 14-й тяжёлый артиллерийский полк (Rask. Rsto. 14)
- танковая бригада (Ps. Pr.)
- хозяйственные и технические подразделения

Командир дивизии — генерал-майор Эрнст Рубен Лагус. Дислоцировались в Петрозаводске в резерве главного командования. В течение 1942 года дивизия почти не принимала участия в боевых действиях. В апреле 1943 года в составе дивизии была сформирована школа танковых войск — бронеучебный батальон (Ps. Koul. P.).
Весной 1943 года танковая дивизия участвовала в отражении наступления советских войск в районе реки Свирь. Остановив продвижение Красной Армии, финские танкисты захватили два средних танка Т-34 и два КВ-1. 5 июня 1943 года танковая дивизия была передана группе «Олонец». Летом 1943 дивизия получила первые и единственные за всю войну самоходные артиллерийские установки, созданные в Финляндии — БТ-42.
13 февраля 1944 года основные силы дивизии были переброшены в район Лаппеэнранта—Яаски, а отдельные части танковой бригады и батальон штурмовых орудий расположились в Энсо (ныне Светогорск). Дивизия вошла в состав группы «Перешеек».
К середине 1944 года дивизия имела в своем составе следующие подразделения:
- Танковая бригада:
  - 1-й танковый батальон: 33 Т-26, 1 Т-50, 7 Т-28, 7 Т-34 (4 из них были захвачены в ходе боев с Красной Армией в 1941—1943, 3 куплены в Германии в 1944 году), 2 тяжёлых танка КВ-1, 4 бронеавтомобиля БА-20.
  - 2-й танковый батальон: 49 Т-26, 4 БА-20.
- Пехотная бригада (Jaeger)
  - 4 батальона (в том числе, в каждом — взвод из трёх или четырёх 45-мм орудий)
- Противотанковый батальон: 6 50-мм орудий (50 PstK/38) и 12 75-мм орудий (75 PstK/40), полученные в 1942—1943 из Германии. Полностью моторизован 18-ю тягачами Т-20 «Комсомолец», а также советскими трёхосными грузовиками и «Студебеккерами».
- Отдельная танковая рота (до 1944 г. батальон штурмовых орудий) — 14 БТ-42
- Учебная танковая рота: 16 Т-26.
- Штабная рота связи: 4 плавающих танка Т-38.
- Батальон штурмовых орудий: 23 StuG 40 G, 4 бронеавтомобиля БА-20.
- Танковый батальон ПВО: 6 зенитно-самоходных установок Landsverk L-62 Anti II, приобретенных в Швеции.
- Разведывательный батальон
- Сапёрный батальон
- Батальон связи
- 14-й тяжёлый артиллерийский батальон: 12 германских 150-мм гаубиц sFH 18 (150 H 40)

9 июня 1944 года Красная армия начала Выборгскую наступательную операцию. Приняв на себя удар советских танковых клиньев, самоходчики финской танковой дивизии записали на свой счёт 87 подбитых танков и десятки уничтоженных противотанковых орудий. Самым результативным мастером танкового боя стал командир батальона штурмовых орудий StuG III лейтенант Берье Бротелл, подбивший со своим экипажем за месяц боёв с 12 июня по 13 июля 1944 года 11 советских танков и САУ, из них 6 Т-34-76, 4 Т-34-85 и 1 ИСУ-152.
15 июня 1944 года финские самоходчики контратаковали советские войска, прорвавшие финскую оборону Карельского вала в районе Куутерселкя (ныне посёлок Лебяжье, Выборгский район), затем 28 июня участвовали в сражении при Тали-Ихантана, а 11 июля вновь наступали на населённый пункт Вуосалми. Безвозвратные потери только одного батальона штурмовых орудий составили 8 StuG III.
После подписания мирного договора с СССР начались военные действия между Финляндией и Германией (Лапландская война). 12—13 октября 1944 года финская танковая дивизия совместно с 3-й финской дивизией приняли бой с частями 20-й горной армии вермахта в районе города Рованиеми, который в результате был разрушен до основания.
21 ноября 1944 года все финские танковые части были сведены в бронебатальон, а приказом от 5 декабря 1944 года танковая дивизия по требованию СССР была расформирована.

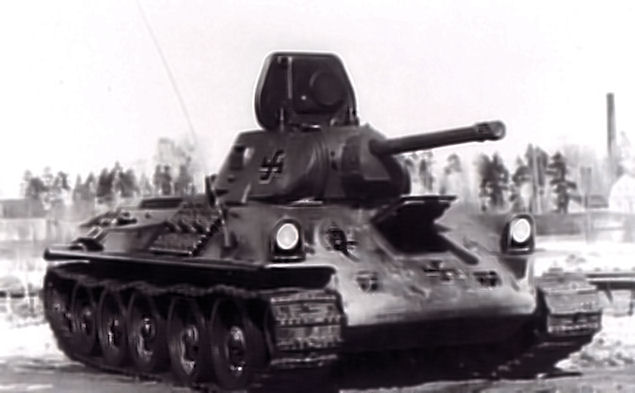
Средний танк Т-34, состоявший на вооружении финской танковой дивизии
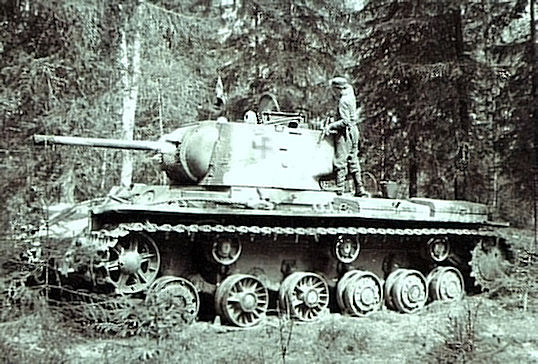
Трофейный КВ-1, один из полученных в январе и апреле 1942 года

## Командиры
- Эрнст Рубен Лагус, генерал-майор (28.06.1942 — 30.12.1944)

## Мастера танкового боя
| Фамилия, Имя, воинское звание                        | Подразделение финской танковой дивизии | Победы личные (танки и САУ) | Типы танков                                   | Примечания |
| ---------------------------------------------------- | -------------------------------------- | --------------------------- | --------------------------------------------- | --- |
| Бротелл, Берье фин. Börje Brotell, лейтенант         | Батальон штурмовых орудий              | 11                          | StuG III Ps.531-10 «Bubi»                     | Из них 6 Т-34-76, 4 Т-34-85 и 1 ИСУ-152. В боях 12 июня — 13 июля 1944. Стрелок — ефрейтор Олли Соимала (фин. Olli Soimala).         |
| С. Карукка фин. S. Karukka, ефрейтор                 | Батальон штурмовых орудий              | 9                           | StuG III Ps.531-12 «Lea»                      | Из них 5 Т-34, 2 «лёгких танка» и 2 ИСУ-152. В боях 12 июня — 13 июля 1944. Стрелок — ефрейтор Маури Кокконен (фин. Mauri Kokkonen). |
| О. Ауланко фин. O. Aulanko, лейтенант                | Батальон штурмовых орудий              | 8                           | StuG III Ps.531-6 «Liisa»                     | Из них 7 Т-34 и 1 ИСУ-152. В боях 12 июня — 13 июля 1944. Стрелок — младший сержант Олави Тапонен (фин. Olavi Taponen).              |
| М. Киуаспера фин. M. Kiuaspera, лейтенант            | Батальон штурмовых орудий              | 7                           | StuG III Ps.531-9 «Toini»                     | Из них 6 Т-34 и 1 ИСУ-152. В боях 12 июня — 13 июля 1944. Стрелок — ефрейтор Калле Муона (фин. Kalle Muona).                         |
| М. Сартио фин. M. Sartio, лейтенант                  | Батальон штурмовых орудий              | 7                           | StuG III Ps.531-19 «Marjatta»                 | Из них 6 Т-34 и 1 ИСУ-152. В боях 12 июня — 13 июля 1944. Стрелок — ефрейтор Рейно Антилла (фин. Reino Anttila).                     |
| Халонен, Эркки фин. Erkki Halonen, сержант           | Батальон штурмовых орудий              | 7                           | StuG III Ps.531-24 и Ps.531-25 «Kyllikki»     | Из них 3 Т-34, 2 КВ-1 и 2 ИСУ-152. В боях 12 июня — 13 июля 1944. Стрелок — танкист Суло Вуорела (фин. Sulo Vuorela).                |
| Лехвеслайхо, Рейно (фин. Reino Lehväslaiho, сержант) | Танковая бригада                       | 7 (по другим данным — 5)    | Т-34-76 Ps.231-3                              | Из них Т-34 и ИСУ-152. В качестве стрелка. Орден Креста Свободы IV класса                                                            |
| А. Пелтонен фин. A. Peltonen, лейтенант              | Батальон штурмовых орудий              | 6                           | StuG III Ps.531-4 «Lisbeth» и Ps.531-8 «Aili» | Из них 6 Т-34. В боях 12 июня — 13 июля 1944. Стрелок — ефрейтор Хейкки Кауханен (фин. Heikki Kauhanen).                             |
| И. Коскиниеми фин. I. Koskiniemi, капрал             | Батальон штурмовых орудий              | 5                           | StuG III Ps.531-5                             | Из них 4 Т-34 и 1 КВ-1. В боях 12 июня — 13 июля 1944. Стрелок — ефрейтор Лаури Леппенен (фин. Lauri Leppänen).                      |
| А. Меривирта фин. A. Merivirta, сержант              | Батальон штурмовых орудий              | 5                           | StuG III Ps.531-14 «Vappu»                    | Из них 5 Т-34. В боях 12 июня — 13 июля 1944. Стрелок — танкист Ейно Пааккинен (фин. Eino Paakkinen).                                |
| К. Б. Квикант фин. C. B. Kvikant, капитан            | Батальон штурмовых орудий              | 3                           | StuG III Ps.531-29                            | Из них 2 Т-34 и 1 ИСУ-152. В боях 12 июня — 13 июля 1944. Стрелок — младший сержант Вейкко Хаапамеки (фин. Veikko Haapamäki).        |

## Память

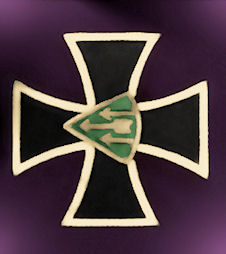
Памятный знак финской танковой дивизии

Штурмовое орудие StuG III Ps.531-10 «Bubi» Берье Бротелла установлено в военном городке финской танковой бригады в Пароле, около казармы 1-го танкового взвода. Там же расположен танковый музей, часть экспозиции которого посвящена финской танковой дивизии.
По состоянию на 2013 год, продолжателем традиций финской танковой дивизии является финская танковая бригада, которая ежегодно отмечает свой день рождения в день формирования дивизии — 28 июня.